# Agrypina Reder
Agrypina Zofia Reder z domu Nowicka (ur. 23 czerwca 1913 w Służewie, zm. 21 sierpnia 2000 we Włocławku) – polska nauczycielka, prowadząca tajne komplety podczas okupacji niemieckiej w czasie II wojny światowej, łączniczka powstania warszawskiego.

## Życiorys

### Rodzina i edukacja, początek kariery pedagogicznej
Była córką nauczyciela Walerego Nowickiego (1886–1940) i Zofii z Lemańskich (1886–1956). Jej przodkowie pochodzili z Litwy. Ojciec został wraz z innymi włocławskimi nauczycielami aresztowany w październiku 1939 roku przez hitlerowców i wywieziony do obozu koncentracyjnego, gdzie został zamordowany na przełomie 1939 i 1940 roku. 
W 1932 r. ukończyła Państwowe Gimnazjum im. Marii Konopnickiej we Włocławku. Dyrektorką placówki była wówczas Zofia Degen-Ślósarska. W latach 1932–1937 studiowała na Wydziale Humanistycznym Uniwersytetu Józefa Piłsudskiego w Warszawie, obecnym Uniwersytecie Warszawskim. 30 czerwca 1937 r. uzyskała tytuł magistra filozofii, broniąc pracy pt. Tematy powieści, nowel i innych drobnych utworów prozaicznych w latach 1836-1840. Równoległe uczęszczała na Studium Pedagogiczne.
Od 13 października 1937 do 14 czerwca 1938 r. pracowała jako nauczycielka-stażystka w II Miejskim Gimnazjum im. Jana Kochanowskiego w Warszawie. Od 1 października 1938 r. uczyła języka polskiego w Liceum i Gimnazjum ss. Urszulanek w Kościerzynie. Dyrektorką szkoły była Janina Steinbok, uprzednio związana z Włocławkiem.

### II wojna światowa, tajne nauczanie i powstanie warszawskie
Po wybuchu II wojny światowej przyjechała do rodzinnego Włocławka, gdzie była świadkiem aresztowania i wywiezienia jej ojca. 1 grudnia 1939 r., w obawie przed aresztowaniem, zdecydowała się wraz z siostrą wyjechać do Warszawy. 
Wraz z koleżanką ze studiów, Reginą Gerlecką zaczęła prowadzić dwa komplety tajnego nauczania z zakresu gimnazjum. Od 1 października 1940 do 1 stycznia 1942 r. uczyła w Prywatnej Szkole Powszechnej Tobolcewa przy ul. Puławskiej. 
W reakcji na wzmagający się terror, na początku 1942 r. wyjechała z Warszawy do majątku Przytoczno. W okresie 1 stycznia 1942 do 1 sierpnia 1943 r. uczyła dzieci z rodzin Serejskich i Kuszlów oraz osób ukrywających się wraz z nią w Przytocznie. W 1943 r. właściciel majątku został stracony w ramach akcji odwetowej Niemców za działania partyzantów. Zmusiło ją to do powrotu do Warszawy.
1 września 1943 r. podjęła pracę w Miejskiej Szkole Handlowej przy ul. Marszałkowskiej. Równolegle uczyła korespondencji handlowej w Prywatnym Gimnazjum i Liceum Braci Świerzyńskich, a w ramach tajnych kompletów nauczała j. polskiego.
W lipcu 1944 r. została łączniczką Armii Krajowej w 5. Obwodzie AK na Mokotowie. Na początku powstania brała udział w walkach w Porcie Czerniakowski. Stąd wycofała się wraz z oddziałem na Siekierki, a następnie do Augustówki. Tu oddział został aresztowany przez wojska hitlerowskie. Dwie osoby rozstrzelano na miejscu, kolejne przeznaczono do egzekucji. Po przesłuchaniu Niemcy uwolnili jeńców i kazali im wrócić do Warszawy. Resztę powstania Nowicka spędziła w mieszkaniu swojej siostry na Dolnym Mokotowie.
Po upadku powstania została wywieziona do obozu przejściowego w Pruszkowie, gdzie zapadła na zdrowiu. Dzięki wstawiennictwu szkolnej lekarki, wraz z innymi chorymi została odesłana do Częstochowy. Tu podjęła pracę jako księgowa w niemieckim biurze oświaty.

### Nauczycielka we Włocławku
Po oswobodzeniu Włocławka 23 stycznia 1945 roku powróciła na Kujawy. 15 lutego została zatrudniona w Gimnazjum i Liceum im. Marii Konopnickiej. Swoją pracę rozpoczęła od uporządkowaniu gmachu, służącego w trakcie wojny za szpital polowy oraz zorganizowania nauczania. Następnie podjęła pracę pedagogiczną. Pracowała w tej szkole do 1949 roku. Równolegle podjęła pracę w Liceum dla Dorosłych we Włocławku. Od 1947 r. uczyła też w Liceum im. Ziemi Kujawskiej, a w 1949 r. nauczała w Liceum Przemysłu Papierniczego (ob. Zespół Szkół Chemicznych im. Marii Skłodowskiej-Curie).
Od 1 września 1949 do 31 lipca 1965 r. uczyła w Państwowym Liceum Pedagogicznym Towarzystwa Przyjaciół Dzieci we Włocławku mieszczącym się w budynku przy Placu Staszica. Od 1 września 1963 do 1 września 1965 pełniła obowiązki zastępcy dyrektora. W tym czasie pracowała na rzecz Rejonowych Komisji Kształcenia Nauczycieli, wykładała też zaocznie w Studium Nauczycielskim we Włocławku oraz w Zespole Szkół Zawodowych nr 1 im. M. T. Hubera (ob. Zespole Szkół Technicznych). Od 1 września 1965 do 31 sierpnia 1972 r. uczyła w Technikum Przemysłowo-Pedagogicznym im. W. Spasowskiego przy ul. Ogniowej 2, od 1970 r. działającym jako Pedagogiczna Szkoła Techniczna (od 1996 r. Zespół Szkół Technicznych). Od 1 września 1972 do 30 czerwca 1978 r. pracowała na pół etatu w Zespole Szkół Zawodowych, także przy ul. Ogniowej 2. 14 grudnia 1976 r. przyznano jej emeryturę.
Jako nauczycielka, przez całą karierę wykładała j. polski i literaturę dziecięcą. Była znana ze świetnego przygotowania do zajęć oraz deklamowania wierszy i długich fragmentów poematów. Organizowała Zespoły Żywego Słowa. 

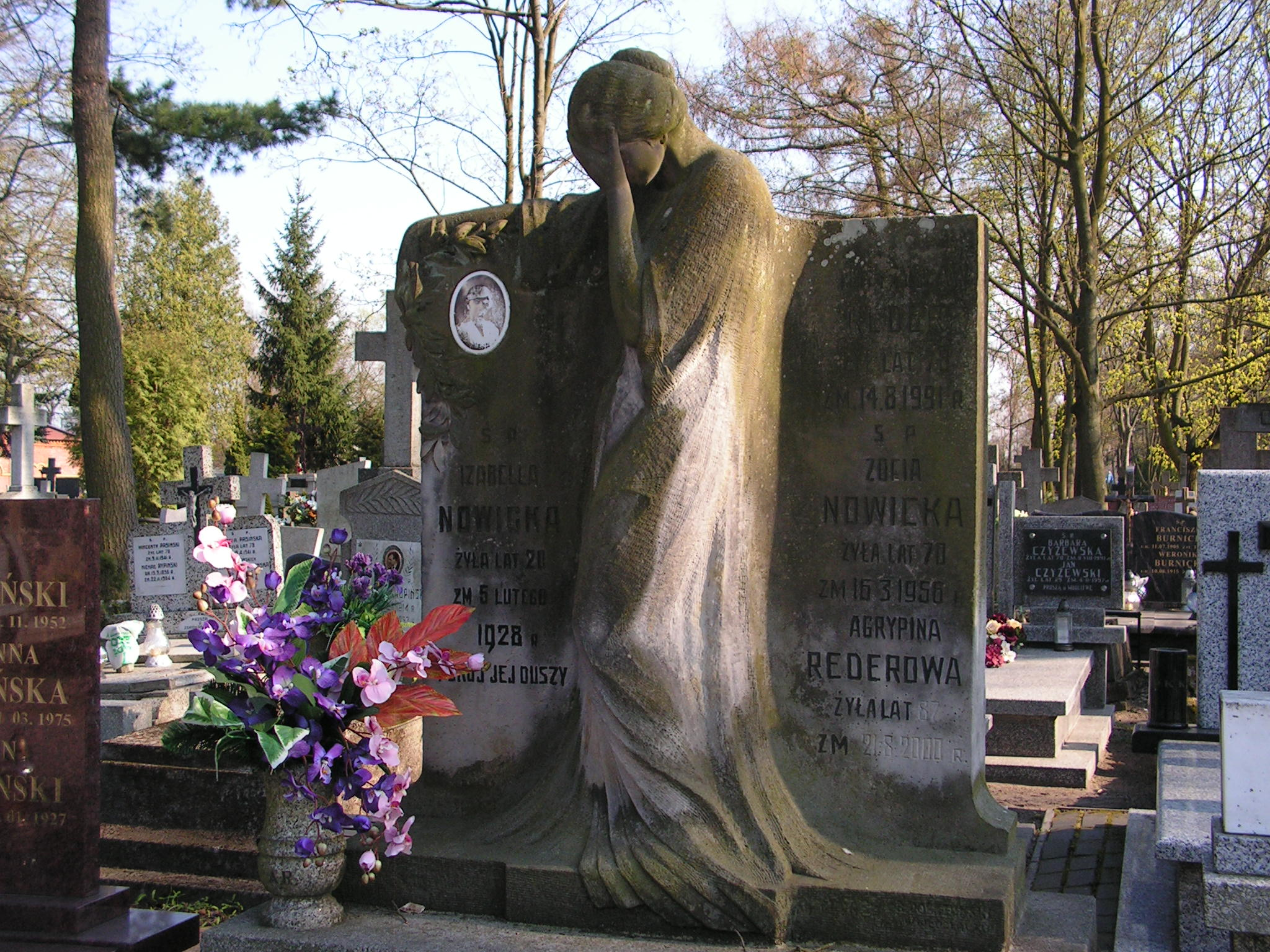
Tablica z grobu rodziny Nowickich i Rederów

Zmarła 21 sierpnia 2000 roku. Spoczęła przy głównej alei Cmentarza Komunalnego we Włocławku, w kw. 44/1/17, wspólnie z mężem i matką oraz siostrą Izabelą, zmarłą w 1928 r. w wieku 20 lat. Grób zdobi kamienna rzeźba płaczącej kobiety, wykonana po śmierci Izabeli. Jest to także symboliczny grób dla Walerego Nowickiego, ojca Agrypiny.

## Działalność społeczna i partyjna
W 1948 r. wstąpiła do Polskiej Zjednoczonej Partii Robotniczej. W latach 1954–60 była sekretarzem Podstawowej Organizacji Partyjnej przy Liceum Pedagogicznym we Włocławku. W latach 1963–65 była opiekunką Związku Młodzieży Socjalistycznej, a w roku szkolnym 1965/66 opiekunką Szkolnej Kasy Oszczędności. Opiekowała się też zespołem redagującym szkolną gazetkę Młody Nurt.
15 lutego 1945 r., równolegle z podjęciem pracy w GiLMK, wstąpiła do Związku Nauczycielstwa Polskiego. W latach 1949–54 była przewodniczącą Zarządu Okręgowego ZNP, a od 1958 do 1960 kierowała Ogniskiem ZNP przy Liceum Pedagogicznym we Włocławku. Od 1959 do 1963 była przewodniczącą Rejonowych Komisji Metodycznych. W latach 1979–80 była skarbniczką zarządu sekcji emerytów ZNP we Włocławku, a od 1980-93 przewodniczącą sekcji.
Począwszy od zakończenia wojny, wspólnie z mężem odbywała liczne podróże. Rederowie zwiedzili kolejno: Jugosławię, Rumunię, Włochy, Bułgarię, Finlandię, Francję, ZSRR, Hiszpanię, Szwajcarię, Liban, Syrię, Turcję, Egipt i Niemcy. Podczas wakacji robili wiele zdjęć, które następnie wykorzystywali w trakcie szkolnych wykładów, publicznych prelekcjach i pokazów. Agrypina Reder była korespondentką prasy regionalnej i Polskiego Radia. 7 maja 1981 r. wstąpiła do Polskiego Towarzystwa Turystyczno Krajoznawczego.

## Odznaczenia
Za swoje osiągnięcia pedagogiczne i społeczne, a także działalność z zakresu tajnego nauczania w czasie II wojny światowej, Agrypina Reder została odznaczona m.in.:  Krzyżem Oficerskim Orderu Odrodzenia Polski (1999), Krzyżem Kawalerskim Orderu Odrodzenia Polski (1982), Złotym Krzyżem Zasługi (1974), Medalem Komisji Edukacji Narodowej (1980), Złotą Odznaką ZNP (1973), Odznaką ZNP za Tajne Nauczanie (1985) i odznaką Za zasługi dla rozwoju miasta Włocławka (1970). 10 kwietnia 1978 r. została wpisana do Księgi Zasłużonych dla Oświaty i Wychowania.

## Życie prywatne
3 grudnia 1948 r. wyszła za mąż za nauczyciela, rzeźbiarza i fotografika Mieczysława Redera (1913-1991), którego poznała jako nauczyciela w Liceum Pedagogicznym. Para nie miała dzieci. Rederowie mieszkali przy ul. Łęgskiej 55 we Włocławku. Obecnie w tym miejscu znajduje się Zakład Radioterapii.